# Кавалеры ордена «За морские заслуги»
Список кавалеров ордена «За морские заслуги» составлен по опубликованным указам (см. Собрание законодательства Российской Федерации). Большинство указов о награждении орденом военнослужащих не опубликовано.

## Кавалеры, награждённые по опубликованным указам
1. Антохин Геннадий Иванович (17 декабря 2002 года) — капитан ледокола открытого акционерного общества «Дальневосточное морское пароходство», Приморский край[1].
2. Шмидт Станислав Борисович (17 декабря 2002 года) — капитан атомного ледокола открытого акционерного общества «Мурманское морское пароходство»[1].
3. Быстров Юрий Александрович[2] (10 января 2003 года) — вице-адмирал запаса, заместитель председателя государственного научно-исследовательского учреждения «Совет по изучению производительных сил» Российской академии наук, Москва[3].
4. Чилингаров Артур Николаевич (27 января 2003 года) — заместитель Председателя Государственной Думы Федерального Собрания Российской Федерации[4].
5. Гуженко Тимофей Борисович (7 февраля 2003 года) — член совета Региональной общественной организации ветеранов морского флота Министерства транспорта Российской Федерации, Москва.[5]
6. Погребицкий Юлиан Евгеньевич (31 июля 2003 года) — член-корреспондент Российской академии наук, заведующий отделом федерального государственного унитарного предприятия «Всероссийский научно-исследовательский институт геологии и минеральных ресурсов Мирового океана», Санкт-Петербург.[6]
7. Терзиев Федор Семенович (31 июля 2003 года) — заведующий лабораторией Государственного океанографического института, Москва[6].
8. Синецкий Валентин Петрович (27 октября 2003 года) — директор Центра научного и информационно-аналитического сопровождения деятельности Морской коллегии государственного научно-исследовательского учреждения «Совет по изучению производительных сил» Российской академии наук, Москва.[7]
9. Смирнов Геннадий Васильевич (27 октября 2003 года) — академик, начальник Отдела флота Российской академии наук, Москва[7].
10. Суйтс Том Николаевич (6 декабря 2003 года) — заместитель начальника Отдела флота Российской академии наук, Москва.[8]
11. Матишов Геннадий Григорьевич (10 марта 2004 года) — академик, заместитель председателя Кольского научного центра, директор Мурманского морского биологического института Кольского научного центра Российской академии наук[9].
12. Беспалов Валерий Георгиевич (31 мая 2004 года) — начальник цеха федерального государственного унитарного предприятия «Производственное объединение „Северное машиностроительное предприятие“», Архангельская область.[10]
13. Кондрашов Юрий Всеволодович (31 мая 2004 года) — первый заместитель главного инженера федерального государственного унитарного предприятия «Производственное объединение „Северное машиностроительное предприятие“», Архангельская область[10].
14. Максименко Олег Григорьевич (31 мая 2004 года) — главный технолог — начальник научно-технологического управления федерального государственного унитарного предприятия «Производственное объединение „Северное машиностроительное предприятие“», Архангельская область[10].
15. Смирнов Александр Анатольевич (11 декабря 2004 года) — старший строитель кораблей федерального государственного унитарного предприятия «Дальневосточный завод „Звезда“», Приморский край[11].
16. Шульган Юрий Петрович (11 декабря 2004 года) — директор федерального государственного унитарного предприятия «Дальневосточный завод „Звезда“», Приморский край[11].
17. Авилов Валентин Михайлович (23 декабря 2004 года) — заместитель генерального директора — начальник производства военной техники федерального государственного унитарного предприятия «Производственное объединение „Северное машиностроительное предприятие“», Архангельская область.[12]
18. Голд Стюарт (4 сентября 2005 года) — оператор подводного аппарата Военно-морских сил Соединенного Королевства Великобритании и Северной Ирландии.[13]
19. Наттелл Питер (4 сентября 2005 года) — оператор подводного аппарата Военно-морских сил Соединенного Королевства Великобритании и Северной Ирландии[13].
20. Ричез Ян (4 сентября 2005 года) — капитан 2 ранга Военно-морских сил Соединенного Королевства Великобритании и Северной Ирландии[13].
21. Борисенко Николай Николаевич (24 ноября 2005 года) — начальник особого конструкторского бюро — главный конструктор открытого акционерного общества «Таганрогский завод „Прибой“», Ростовская область.[14]
22. Киселев Александр Алексеевич (24 ноября 2005 года) — генеральный директор открытого акционерного общества «Таганрогский завод „Прибой“», Ростовская область[14].
23. Войтоловский Генрих Константинович (21 декабря 2005 года) — заместитель председателя государственного научно-исследовательского учреждения «Совет по изучению производительных сил», Москва.[15]
24. Симонов Юрий Андреевич (17 апреля 2006 года) — главный инженер проектов океанотехники — заместитель начальника отделения федерального государственного унитарного предприятия «Центральный научно-исследовательский институт имени академика А. Н. Крылова», Санкт-Петербург.[16]
25. Айбулатов Николай Александрович (20 апреля 2006 года) — заведующий лабораторией Института океанологии имени П. П. Ширшова Российской академии наук, Москва.[17]
26. Сарапунин Валерий Алексеевич (22 мая 2006 года) — капитан теплохода открытого акционерного общества «Северное морское пароходство», Архангельск.[18]
27. Дьячков Андрей Аркадьевич (26 июля 2006 года) — заместитель генерального директора — начальник производства военной техники федерального государственного унитарного предприятия «Производственное объединение „Северное машиностроительное предприятие“», Архангельская область.[19]
28. Матвеев Юрий Иванович (15 декабря 2006 года) — директор федерального государственного унитарного научно-производственного предприятия по морским геолого-разведочным работам «Севморгео», Санкт-Петербург.[20]
29. Будрецкий Арнольд Богданович (5 апреля 2007 года) — ведущий специалист Российской антарктической экспедиции государственного учреждения «Арктический и антарктический научно-исследовательский институт», Санкт-Петербург.[21]
30. Лукин Валерий Владимирович (5 апреля 2007 года) — заместитель директора государственного учреждения «Арктический и антарктический научно-исследовательский институт» — начальник Российской антарктической экспедиции[21].
31. Крюков Владимир Дмитриевич (16 апреля 2007 года) — директор федерального государственного унитарного научно-производственного предприятия «Полярная морская геологоразведочная экспедиция», Санкт-Петербург.[22]
32. Калошин Михаил Сергеевич (12 июня 2007 года) — капитан научно-экспедиционного судна «Академик Федоров» государственного учреждения «Арктический и антарктический научно-исследовательский институт», Санкт-Петербург.[23]
33. Глумов Иван Федорович (25 июля 2007 года) — генеральный директор открытого акционерного общества «Северная Нефтегазовая Компания», Москва[24].
34. Коломенский Геннадий Васильевич (28 декабря 2007 года) — капитан-наставник учебного парусного судна «Крузенштерн» федерального государственного образовательного учреждения высшего профессионального образования «Балтийская государственная академия рыбопромыслового флота», Калининград[25].
35. Пудовкин Юрий Александрович (24 апреля 2008 года) — консультант закрытого акционерного общества «Лабрис», Владивосток[26].
36. Ифутин Юрий Алексеевич (9 апреля 2009 года) — начальник базы экспедиционного флота государственного учреждения «Архангельский центр по гидрометеорологии и мониторингу окружающей среды с региональными функциями»[27].
37. Зорченко Николай Кузьмич (18 мая 2009 года) — капитан учебного парусного судна «Паллада» федерального государственного образовательного учреждения высшего профессионального образования «Дальневосточный государственный технический рыбохозяйственный университет» (Приморский край)[28].
38. Цах Николай Петрович (27 ноября 2009 года) — председатель совета директоров закрытого акционерного общества «Морцентр-ТЭК», Москва[29].
39. Каришнев Николай Сергеевич (20 апреля 2010 года) — главный конструктор изделия — начальник научно-исследовательского отдела открытого акционерного общества «Концерн „Океанприбор“», Санкт-Петербург[30]
40. Челпанов Алексей Владимирович (20 апреля 2010 года) — начальник научно-исследовательского отдела открытого акционерного общества «Концерн „Океанприбор“», Санкт-Петербург[30].
41. Копченов Владимир Павлович (29 июня 2010 года) — заместитель директора федерального государственного унитарного предприятия «Центральный научно-исследовательский институт имени академика А. Н. Крылова», город Санкт-Петербург[31].
42. Генин Михаил Израилевич (30 июля 2010 года) — заместитель главного инженера — главный технолог — начальник отдела открытого акционерного общества «Центр судоремонта „Звёздочка“», Архангельская область[32].
43. Франк, Сергей Оттович (12 декабря 2010 года) — генеральный директор открытого акционерного общества «Современный коммерческий флот», Санкт-Петербург[33].
44. Ягубов, Илья Михайлович (20 июля 2011 года) — начальник отдела полярных и морских работ управления Федеральной службы по гидрометеорологии и мониторингу окружающей среды[34].
45. Спиридопуло, Владимир Ильич (20 апреля 2012 года) — генеральный директор открытого акционерного общества «Северное проектно-конструкторское бюро», Санкт-Петербург[35].
46. Воеводин, Андрей Васильевич (21 августа 2012 года) — ведущий специалист Российской Антарктической экспедиции федерального государственного бюджетного учреждения «Арктический и антарктический научно-исследовательский институт», Санкт-Петербург[36].
47. Данилов, Александр Иванович (21 августа 2012 года) — заместитель директора по научной работе федерального государственного бюджетного учреждения «Арктический и антарктический научно-исследовательский институт», Санкт-Петербург[36].
48. Екайкин, Алексей Анатольевич (21 августа 2012 года) — ведущий научный сотрудник федерального государственного бюджетного учреждения «Арктический и антарктический научно-исследовательский институт», Санкт-Петербург[36].
49. Елагин, Александр Михайлович (21 августа 2012 года) — начальник станции Восток Российской Антарктической экспедиции федерального государственного бюджетного учреждения «Арктический и антарктический научно-исследовательский институт», Санкт-Петербург[36].
50. Зубков, Владимир Михайлович (21 августа 2012 года) — ведущий специалист-буровик Российской Антарктической экспедиции федерального государственного бюджетного учреждения «Арктический и антарктический научно-исследовательский институт», Санкт-Петербург[36].
51. Масолов, Валерий Николаевич (21 августа 2012 года) — начальник Антарктической геофизической партии федерального государственного унитарного научно-производственного предприятия «Полярная морская геологоразведочная экспедиция», Санкт-Петербург[36].
52. Саватюгин, Лев Михайлович (21 августа 2012 года) — заведующий отделом федерального государственного бюджетного учреждения «Арктический и антарктический научно-исследовательский институт», Санкт-Петербург[36].
53. Туркеев, Алексей Викторович (21 августа 2012 года) — начальник станции Восток Российской Антарктической экспедиции федерального государственного бюджетного учреждения «Арктический и антарктический научно-исследовательский институт», Санкт-Петербург[36].
54. Ермоленко Александр Степанович (2 февраля 2013 года) — начальник научно-исследовательского сектора открытого акционерного общества «Концерн „Океанприбор“», Санкт-Петербург[37].
55. Зеньков Андрей Федорович (19 марта 2013 года) — директор научно-исследовательского управления открытого акционерного общества «Государственный научно-исследовательский навигационно-гидрографический институт», Санкт-Петербург[38].
56. Терещенко Евгений Дмитриевич (19 марта 2013 года) — директор федерального государственного бюджетного учреждения науки Полярного геофизического института Кольского научного центра Российской академии наук, Мурманская область[39].
57. Спирин Александр Михайлович (18 мая 2013 года) — капитан атомного ледокола «Россия» федерального государственного унитарного предприятия атомного флота, Мурманская область[40].
58. Михайлов Николай Николаевич (26 июня 2013 года) — заведующий отделом-начальник Центра океанографических данных федерального государственного бюджетного учреждения «Всероссийский научно-исследовательский институт гидрометеорологической информации — Мировой центр данных», Калужская область[41].
59. Амбросов Евгений Николаевич (21 декабря 2013 года) — первый заместитель генерального директора открытого акционерного общества «Современный коммерческий флот», Санкт-Петербург[42]
60. Коржавин Георгий Анатольевич (30 апреля 2014 года) — генеральный директор открытого акционерного общества «Концерн „Гранит-Электрон“», Санкт-Петербург[43].
61. Родионов Анатолий Александрович (14 августа 2014 года) — директор Санкт-Петербургского филиала федерального государственного бюджетного учреждения науки Института океанологии имени П. П. Ширшова Российской академии наук[44].
62. Морозов Андрей Фёдорович (20 января 2015 года) — заместитель руководителя Федерального агентства по недропользованию[45].
63. Кузьмин Василий Васильевич (14 мая 2016 года) — заместитель начальника проектно-конструкторского бюро — главный конструктор по проектам нефтегазового комплекса акционерного общества "Производственное объединение «Северное машиностроительное предприятие», Архангельская область[46]
64. Суслин Михаил Иванович (14 мая 2016 года) — заместитель генерального директора — начальник отдела публичного акционерного общества «Современный коммерческий флот», город Санкт-Петербург[46].
65. Волков Юрий Николаевич (20 декабря 2016 года) — директор федерального государственного бюджетного учреждения «Дальневосточный региональный научно-исследовательский гидрометеорологический институт», Приморский край[47].
66. Сенчуров Вячеслав Александрович (25 января 2017 года) — заместитель генерального директора-главный конструктор по спецтехнике акционерного общества «Северное проектно-конструкторское бюро», Санкт-Петербург[48].
67. Шрамко Игорь Михайлович (25 января 2017 года) — первый заместитель генерального директора — главный инженер, главный конструктор проекта акционерного общества «Северное проектно-конструкторское бюро», Санкт-Петербург[48].
68. Зыбко Сергей Николаевич (указ президента РФ № 93 от 2 марта 2018 года) - капитан танкера-газовоза "Кристоф де Маржери" группы компаний государственного акционерного общества "Современный коммерческий флот", город Санкт-Петербург
69. Тонковидов Игорь Васидьевич (указ президента РФ № 93 от 2 марта 2018 года) - первый заместитель генерального директора-главный инженер публичного акционерного общества "Современный коммерческий флот", город Санкт-Петербург
70. Литвинов Иван Никитович, адмирал.
71. Поселов Виктор Антонович  (указ президента РФ № 377 от 29 июня 2018 года) - заместитель генерального директора-заведующий отделом морской сейсморазведки федерального государственного бюджетного учреждения "Всероссийский научно-исследовательский институт геологии и минеральных ресурсов Мирового океана имени академика И.С.Грамберга", город Санкт-Петербург
72. Кулик Александр Юрьевич (указ президента РФ от 21 августа 2020 года) - первый заместитель генерального директора АО "КАМПО", Московская область[49].

## Кавалеры, награждённые по неопубликованным указам
1. Положий Иван Викторович[50], контр-адмирал
2. Ковалёв Сергей Никитич[51], генеральный конструктор федерального государственного унитарного предприятия «Центральное конструкторское бюро морской техники „Рубин“»
3. Тихоновсков Владимир Иванович, капитан 1 ранга[52]
4. Белоярцев Андрей Владимирович[53], капитан 3 ранга
5. Михеев Владислав Александрович[53], капитан 3 ранга
6. Сергиенко Дмитрий Анатольевич, капитан 3 ранга
7. Гуринов Олег Георгиевич[54], капитан 1 ранга
8. Буриличев, Алексей Витальевич, вице-адмирал, начальник ГУГИ Минобороны России
9. 21 февраля 2011 г. — Чирков, Виктор Викторович, вице-адмирал, командующий Балтийским флотом[55]
10. 2013 г. — Гришин Сергей Геннадьевич, капитан 1 ранга, заместитель начальника штаба Северного флота
11. 4 февраля 2014 г. — Касатонов Игорь Владимирович, адмирал, первый заместитель Главнокомандующего ВМФ (1992—1999)
12. декабрь 2015 г. № 00192 — Шалаев Юрий Геннадьевич, заместитель главного инженера НИТИ им. А. П. Александрова, г. Санкт-Петербург
13. 2016 г. — Жилич Владимир Николаевич, главный конструктор по электроэнергетике и радиоэлектронным системам-начальник отделения акционерного общества «Центральное конструкторское бюро морской  техники „Рубин“», Санкт-Петербург
14. 2018 г. — Дорофеев Владимир Юрьевич,генеральный директор акционерного общества «Санкт-Петербургское морское бюро машиностроения «Малахит»